# Подарок (скульптура)
«Подарок» (фр. Le Cadeau) — реди-мейд американского и французского художника, фотографа и кинематографиста Ман Рэя, близкого к дадаистам и сюрреалистам. Создан в декабре 1921 года в Париже и является первым дадаистским произведением, сделанным им во Франции после переезда из США в том же году. Представляет собой утюг с четырнадцатью мебельными гвоздями, приклеенными к его подошве. «Подарок» предназначался для первой персональной европейской выставки художника, прошедшей в декабре 1921 года, откуда он пропал в первый же день. Однако Рэй успел сделать фотографию, получившую известность.
Реди-мейд является одним из наиболее знаменитых предметов дадаистского искусства. Художник неоднократно обращался в своём творчестве к образу утюга, а также разрешил изготовление ряда авторских реплик реди-мейда, выпущенных в 1950—1970-е годы. Некоторые из них представлены в ведущих мировых музеях современного искусства.

## История

### Предыстория
Ман Рэй (Man Ray, имя при рождении — Эммануэль Радницкий) родился 27 августа 1890 года в американской Филадельфии в семье портного, выходца из Российской империи. В 1908—1912 годах изучал искусство в Нью-Йорке, куда его семья переехала, поселившись в Бруклине. В 1911 году он создал коллаж «Гобелен» (Tapestry; 1911) из кусков тканей, которые собрал в мастерской отца. Эта работа рассматривается как первое самостоятельное произведение в его творческом наследии. Она также характеризуется как одна из ряда многих, связанных с предметами из сферы швейного производства и моды, к которым он приобщился с детства. В 1912 году Радницкий принял новое имя Ман Рэй, под которым вошёл в историю искусства. В литературе отмечается, что: «с этого времени он создаёт себя как художника».
В 1915 году он познакомился в Нью-Йорке с французским модернистом Марселем Дюшаном, с которым поддерживал плодотворные дружеские и творческие контакты в течение продолжительного времени жизни, а также осуществил с ним ряд совместных проектов. Американский художник испытал значительное влияние с его стороны, в частности, в области основанной им новой техники, названной Дюшаном реди-мейд (Ready-made; от англ. ready «готовый» и made «сделанный»). Произведения искусства, созданные таким образом, представляют собой объекты или тексты, изначально существовавшие вне художественной сферы, но благодаря помещению в контекст искусства преобразованные в авторские произведения, придающие им новый смысл. В 1910-е годы Ман Рэй познакомился также с экспериментами европейских модернистов, в частности, дадаистов. Дебютная персональная выставка художника состоялась в Нью-Йорке в 1915 году. Она была критически встречена в прессе, но художнику удалось удачно продать шесть картин. В 1918 он начал всерьёз заниматься фотоискусством и кинематографом, экспериментировал с различными технологиями: фотограммой (названной им рэйографией), соляризацией и другими. В 1920 году вместе с Дюшаном и Франсисом Пикабиа основал нью-йоркское отделение дадаизма, выпустил первый и единственный номер журнала «Дада в Нью-Йорке» (New York dada).

### Создание
Он прибыл в Париж в 1921 году, уже как дадаист, и вступил в ряды этой активной группы, куда входили Бретон, Арагон, Элюар, Тцара и Макс Эрнст, основавшие три года спустя сюрреализм. Перемена среды дала деятельности Ман Рэя новый импульс.
В середине июля 1921 года Ман Рэй, по настоянию и при помощи Дюшана, с несколькими десятками своих работ прибыл во Францию. Исследователи неоднократно отмечали символичность того, что американец поселился в только что освобождённой парижской меблированной комнате основоположника дадаизма — Тристана Тцара. В столице Франции Ман Рэй познакомился со многими выдающимися представителями этого направления, через несколько лет трансформировавшегося в сюрреализм, в котором он стал единственным крупным представителем США. С лёгкой руки Пикабиа, предложившего сфотографировать ряд его произведений, а также из финансовых соображений американец стал подрабатывать созданием фоторепродукций картин парижских художников, но от этой деятельности он (на первых порах) получал весьма незначительный доход, в связи с единичностью подобных заказов.
Осенью 1921 года поэт и прозаик Филипп Супо решил открыть собственную галерею, где планировал представлять работы своих друзей дадаистов и близких к ним художников. После этого Андре Бретон, Поль Элюар и Луи Арагон, будущие лидеры сюрреалистов, посетили Ман Рэя с целью организации его персональной выставки. Она должна была состояться в парижской галерее, расположенной по адресу: авеню де Ловендаль, 5 (недалеко от Дома инвалидов). В неё из гостиничной комнаты Ман Рэя поместили более трёх десятков его работ американского периода (картины, фотографии, коллажи). Друзья-дадаисты в свойственной им эпатажной стилистике организовали выставку и подготовили каталог. О его содержании художник позже вспоминал в своём «Автопортрете» следующим образом: «В очерке утверждалось, что место моего рождения неизвестно, а в профессиональном плане я выступал в разных ипостасях, например торговца углём, сколько-то кратного миллионера и председателя треста по производству жевательной резинки, после чего принял предложение дадаистов показать широкой публике свои картины на публике». Дюшан разработал оригинальную форму пригласительных билетов: жёлтые и треугольные по форме, они содержали многозначительную надпись «ДОБРАЯ ВЕСТЬ» (UNE BONNE NOUVELLE).
Выставка Exposition Dada Man Ray открылась 3 декабря 1921 года, как и было запланировано, в галерее Librairie Six. Первым её посетителям оказался находившийся в ссоре с дадаистами Пикабиа: поздоровавшись с представляемым на вернисаже автором, он молча прошёл в помещение, проигнорировав других бывших своих соратников. Организаторы установили небольшую входную плату, и на выставке, к радости американца, побывало значительное количество зрителей. Во время проведения экспозиции к Ман Рэю подошёл мужчина лет пятидесяти, консервативно одетый, выделявшийся своим видом и возрастом на фоне более молодых посетителей. Он завёл разговор с художником, признавшимся по-английски (так как он плохо тогда говорил по-французски), что замёрз в неотапливаемом зале. Незнакомец пригласил собеседника в ближайшее кафе, где они выпили несколько стаканов грога. «Странный» господин, как окрестил его Ман Рэй, оказался известным в богемных кругах эксцентричным композитором-новатором Эриком Сати. Согревшись, они вышли на улицу, где наткнулись на магазин товаров для дома, часть ассортимента которого находилась прямо на земле перед зданием. Внимание Ман Рэя привлёк тяжёлый утюг устаревшей конструкции, из тех, рабочую поверхность которых нагревали на печке. Они зашли внутрь магазина, где американец приобрёл вместе с утюгом ещё упаковку с гвоздями и клей. После этого он вернулся на свою выставку, где приклеил на подошву утюга «дорожку»: в качестве «шипов» было использовано четырнадцать медных гвоздей. Автор дал этому реди-мейду название «Подарок» (Le Cadeau), после чего включил в экспозицию, но без внесения в каталог. По словам Ман Рэя: «Это был мой первый дада-объект, сделанный во Франции, но по духу он напоминал другие мои ассамбляжи времён жизни в Нью-Йорке. Я собирался разыграть его в лотерею среди друзей, однако в тот же день он бесследно исчез — и у меня были серьёзные основания подозревать, что произошло это не без помощи Супо». Исследователь наследия выдающегося дадаиста и сюрреалиста Ольга Аверьянова отмечала, что он никогда не отбрасывал окончательно свои произведения, которые фотографировал и воссоздавал в виде новых «оригиналов». По этому поводу она писала: «Однако никто не может украсть „концептуальную собственность“, которая возникла в тот момент, когда Рэй впервые воплотил свою идею, дав ей имя и задокументировав».
После этого выставка длилась ещё две недели, но в чисто финансовом отношении она не оправдала надежд художника — не было продано ничего из каталога. Он очень рассчитывал на вырученные деньги, так как намеревался приступить к созданию ряда более смелых работ, нежели до того. Эта ситуация тогда несколько смутила модерниста, но он рассчитывал на заработки от заказных фотографий, что, действительно, с ростом его славы обеспечивало ему финансовую независимость в творческой деятельности на протяжении ряда лет.

### Авторские реплики
В 1950—1970-е годы Ман Рэй воссоздал (дал разрешение) на несколько реплик своего знаменитого творения, как это произошло и в отношении некоторых других его «фирменных» объектов. В отношении «Подарка» это имело место в 1958, 1963, 1974 годах. В последнем случае была выпущена серия в количестве 5000 экземпляров, с заявленной стоимостью 300 долларов США. В связи с тем, что проблематично было найти утюги, приближённые к аутентичному варианту, использованному в 1921 году, в качестве «объектов» подбирали внешне похожие, но произведённые в период между двумя мировыми войнами. Одна из таких копий была представлена на выставке в ныне несуществующем парижском «Музее-шкафу» Эрика Сати (Musée-Placard d’Erik Satie). Другие находятся в лондонской галерее Тейт Модерн, нью-йоркском Музее современного искусства, вашингтонском Смитсоновском музее американского искусства и в коллекциях некоторых других крупных музеев современного искусства.

## Оценки
«Подарок» расценивается как одно из самых известных произведений в творческом наследии Ман Рэя. Искусствовед Михаил Бусев охарактеризовал его как «одну из самых знаменитых и шокирующих работ» художника. Литературовед Леонид Андреев определил Ман Рэю «стержневое» место в круге сюрреалистов. Однако в ранний свой период американский художник близок к Дюшану и дадаизму, влиянием которых отмечен и «Подарок». Он оценивался им как один из первых сюрреалистических предметов: «Утюг воссоздан фотографически точно — и тем более шокирующим оказывается противоестественное наличие целой цепочки шипов на его гладкой пластинке». Писатель и биограф Сальвадора Дали Александр Петряков останавливался на нонконформистской направленности «утюга», так как он «не только начисто сметает всякое понятие о его функциональности, но и является неким странным и страшным символом отрицания того упорядоченного буржуазного социума, против которого и боролись дадаисты». Исследователи находят в некоторых произведениях модерниста многочисленные отсылки к образам, связанным с портновской тематикой (швейная машинка, вешалки, манекены и др.), что связывают с профессиональной деятельностью его отца, детскими впечатлениями и близостью к миру моды. Кроме того, неоднократно он возвращался и к утюгу как объекту искусства (реклама компании Electricité «Нижнее бельё», реди-мейд «Красный утюг», литография «Адам и Ева. Мифология с Ферро Россо» и другие работы).